# 惡魔城 闇之咒印
《惡魔城 闇之咒印》是日本科樂美集團旗下遊戲部門KCET所開發的惡魔城系列動作遊戲，2005年11月5日發售，這是在PlayStation 2上的第二作。

## 玩法

### 遊戲特色
玩法承繼《惡魔城 無罪的嘆息》
恢復等級系統。
帶入了惡魔鍛造以及仲魔的概念。

### 挑戰模式
成功全破遊戲後，在傳送點處會多出一個特別傳送點，稱 BOSS RUSH MODE。在無法使用任何回復道具的狀況下，擊破遊戲中的所有關主。

### 裏模式
在達成某種條件後，將可以開啟由拉爾夫‧C‧貝爾蒙多做為操控角色進行遊戲的模式。
輸入特定名，成可以轉為瘋狂模式。

## 背景
故事背景是在 1479 年，也就是 1989 年任天堂紅白機（FC）所推出的《惡魔城傳說》故事的 3 年後。
故事主角 赫克特（Hector）是個惡魔鍛造師（Devil Forgemaster），可以使用魔力製造出各種惡魔。原本為吸血鬼之王 德古拉（Dracula）效力的他，為了回歸正常人的平靜生活而逃出德古拉的魔掌。就在這短暫的平靜生活某日，與赫克特同為惡魔鍛造師的老友 艾薩克（Isaac）意外出現在他面前，並導致了摯愛妻子的死亡。為了復仇，赫克特於是一路追捕艾薩克並回到他的出身地，發現該地已經被德古拉的黑暗魔力所影響，完全變了一個樣...

## 角色
海克特（ヘクター）
德古拉旗下的兩大惡魔精練士之一，因人間道德跟理念，暗地走人而背叛德古拉，後來其戀人被前同僚以情報操作手法，被人間社會處以魔女處刑手段而死，抱著復仇之心回到惡魔城討伐前同僚。
配音： 吉水孝宏
茱莉亞‧拉佛蕾茲（ジュリア・ラフォレーゼ）
艾薩克之妹，容貌與羅莎莉相似。
配音：藤野とも子
羅莎莉（ロザリー）
海克特的戀人，受艾薩克的情報操作的影響，死於魔女審判。
拉爾夫‧C‧貝爾蒙多（ラルフ・C・ベルモンド）(日) / 特雷沃.C.貝爾蒙多 (Trevor.C.Belmont)(美)
由於貝爾蒙多一族的強大力量，為人們所排斥著。但在德古拉黑暗勢力的威脅下，他還是不計前嫌的去解救；死戰之後，羅馬尼亞地區的人們尊他為英雄，同時也開始了貝爾蒙特一族的傳奇。雖然在那次的死戰後，臉和胸口都留下了傷痕，但正義之心依舊不變。為了調查惡魔精鍊士的異動，再次前往瓦爾哈拉；卻遭到伊薩克的攻擊而導致重傷，幸而最後是平安無事。
他也是第一個向德古拉挑戰的人物，事後他也成了英雄，記於特蘭斯法尼亞的史書上。
歐美版本的名字是特雷沃，是系列作中唯一有更變名字的角色。
配音：増谷康紀
艾薩克（アイザック）
德古拉旗下的兩大惡魔精鍊士之一，對於海克特背叛德古拉一事感到非常不滿；最後以自身為祭品，使其主成功復活。
配音：遠藤守哉
傑亞德（ゼアド）
淨化著蔓延於歐洲之德古拉的詛咒，自瓦拉幾亞前來的神父；提供海克特打倒伊薩克的情報，但是其真實身分乃是德古拉的部下─死神。
配音：堀之紀
聖傑爾曼（サンジェルマン）
戴著大禮帽的謎樣紳士，對於海克特追逐伊薩克一事提出忠告；擁有操縱時間的能力，預言了「海克特打倒伊薩克後，德古拉將會復活」。
於結局中，說出「前往觀看德古拉與人類間的最後一戰」的發言後離去。而德古拉與人類間的最後一戰為距離闇之呪印520年後，1999年尤里烏斯討伐德古拉一事。
人物造型、名稱取自於現實歷史的一位傳奇人物，聖日爾曼伯爵
配音：大平透
德古拉（ドラキュラ）
君臨黑暗的帝王。
配音：大場真人（惡魔城 闇之咒印）

## 外部連結
- 悪魔城ドラキュラシリーズ総合サイト （页面存档备份，存于）
- 悪魔城ドラキュラ 闇の呪印公式サイト （页面存档备份，存于）